# والتر أبيش
والتر أبيش (بالإنجليزية: Walter Abish)‏ (24 ديسمبر 1931، فيينا في النمسا)؛ شاعر، كاتب، أستاذ جامعي وروائي أمريكي.

## الجوائز
- زمالة غوغنهايم